# Gino Allegri
Girolamo Allegri, detto Gino (Venezia, 25 marzo 1893 – San Pelagio, 5 ottobre 1918), è stato un militare e aviatore italiano, tra i partecipanti al volo su Vienna di Gabriele D'Annunzio, decorato con la medaglia d'oro al valor militare postuma.

## Biografia
Nato a Venezia, ma sempre vissuto a Mestre con la famiglia (il padre Carlo, veneziano, sarà anche sindaco di Mestre nel periodo 1914-19), 
Girolamo prima di arruolarsi fu impiegato di banca in Inghilterra e in Austria, a Vienna.
Arruolatosi nel Regio Esercito allo scoppio della prima guerra mondiale, servì nel 5º Artiglieria di Fortezza presso le batterie costiere del Lido di Venezia. Divenne sergente e, su sua richiesta, pilota aviatore nel 1916. Impiegato per undici mesi al fronte, sia in missioni di ricognizione aerea che in attacchi al suolo con bombe e mitragliatrice, fu autore di 119 voli.
Nel gennaio 1917 è alla 305ª Sezione di Cairo Montenotte su Voisin III, il 1º gennaio 1918 è alla 81ª Squadriglia aeroplani, il 27 febbraio 1918 il Sottotenente Allegri è nella 3ª Sezione SVA a San Pelagio (Due Carrare) su Ansaldo S.V.A. ed il 17 luglio nella 87ª Squadriglia aeroplani.
Il 9 agosto 1918 partecipò con uno SVA al volo su Vienna assieme al poeta Gabriele D'Annunzio che per la sua lunga barba e per il carattere sempre allegro, lo aveva soprannominato "Fra' Ginepro", riferendosi a Frate Ginepro, compagno di Francesco d'Assisi.
Fu promosso sottotenente pilota. Morì a San Pelagio, frazione di Due Carrare nell'attuale provincia di Padova, il 5 ottobre 1918 per un banale incidente di volo, quando ormai era già tornato alla base dopo un bombardamento su Monfalcone. Nella sua vita militare conseguì cinque encomi: due croci di guerra, una medaglia di bronzo al valor militare, tre medaglie d'argento al valor militare e una promozione per meriti di guerra. Il 19 agosto 1921 gli fu conferita una medaglia d'oro al valor militare alla memoria.
Il suo monumento funebre si trova nell'isola di San Michele, che ospita il cimitero monumentale di Venezia.
Un'impresa legata alla sua carriera militare fu "La beffa di Feltre". "Il mattino del 7 giugno 1918 un apparecchio italiano apparve sulla vetta di monte Tomatico. Le batterie contraeree iniziarono il fuoco: […] come fulmine l'aeroplano precipitò sul campo d'aviazione. […] Tutti ebbero l'impressione che l'aeroplano fosse colpito. A pochi metri da terra l'apparecchio si rizzò e sfiorando i tetti delle case eseguì due voli fulminei sul campo d'aviazione, mitragliando e lanciando bombe. […] L'eroico pilota era Gino Allegri, compagno di Gabriele d'Annunzio; il bombardamento del campo d'aviazione di Feltre fu il primo che eseguì a bassa quota”.

## Dediche e riconoscimenti
A lui è stato intitolato l'aeroporto di Padova, oltre a una via nella zona pedonale di Mestre (adiacente alla principale Piazza Ferretto), la scuola primaria di Foen di Feltre e quella di Taggì di sopra in comune di Villafranca Padovana (PD).
Il portale web dell'Aeronautica Militare ha proposto una pagina, intitolata "I grandi aviatori", dove vengono citate le maggiori personalità storiche dell'aviazione italiana, ponendo Allegri tra di esse.
Il S.V.A. 5 con cui Allegri partecipò al volo su Vienna è esposto al Museo dell'aeronautica Gianni Caproni a Trento.